# 歌舞伎十八番
歌舞伎十八番（かぶきじゅうはちばん）は、天保年間に七代目市川團十郎（当時五代目市川海老蔵）が市川宗家のお家芸として選定した、18番の歌舞伎演目。当初は歌舞妓狂言組十八番（かぶき きょうげん くみ じゅうはちばん）といい、それを略して歌舞伎十八番といったが、後代になると略称の方がより広く一般に普及した。
十八番の演目は、いずれもかつて初代團十郎・二代目團十郎・四代目團十郎が特に得意とした荒事ということになっているが、そのなかには、すでに撰者の七代目團十郎の時代には内容がよくわからなくなってしまっていたものも含まれている。そうした演目は、いずれも明治以降に大幅な創作が加えられた上で「復活上演」されている。
十八番のなかで最も人気が高い（＝上演回数が多い）のは『助六』『勧進帳』『暫』の三番。『助六』は原型となった演目の初演から100年近くも経った七代目團十郎の時代に現行の体裁に落ち着いたもの、『勧進帳』はその七代目自身が数年の歳月をかけて新たに書き下ろし九代目團十郎が現行の型を完成させたもの、『暫』もまた先述の九代目が明治の中頃になって現行の型を完成させたもので、これらはいずれも初代や二代目の團十郎とは関連性が希薄な、当時における事実上の新作といえるものである。
「十八番」の語源の一つとされている。

## 解説

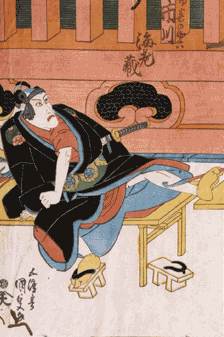
五代目海老蔵の助六
----
天保三年三月江戸市村座「八代目市川團十郎襲名披露興行」において上演された『助六所縁江戸櫻』より。歌川國貞 画、大判錦絵三枚続物の一つ。

天保3年（1832年）はじめ、七代目團十郎は長男の六代目海老蔵に八代目團十郎を襲名させ、自らは五代目海老蔵に復すことにした。これを受けて同年三月に「八代目市川團十郎襲名披露興行」が行われ、そこで当時すでに成田屋の代表的なお家芸として知られていた『助六』が上演されることになったが、このとき贔屓の客には特に一枚の摺物が配られた。その案内書には、この興行で上演される『助六』に並んで、かつて初代・二代目・四代目の團十郎が得意とした荒事の演目が17番列記されており、これを題して「歌舞妓狂言組十八番」といった。これが「十八番」の初出である。
襲名披露興行の当事者である八代目團十郎はこのとき数えで10歳。肝心の『助六』の舞台でも勤めたのは端役の外郎売で、主役の助六は父の七代目が抜かりなく勤めた。その七代目が、父・六代目の急死をうけて團十郎を襲名したのも数え10歳のときだった。同じ年齢とはいえ、当時の自分と比べてみると我が子にはなにかしらの不安を感じたのだろう。七代目の目論みは、このまだ頼りない当代の團十郎を、輝かしい過去の團十郎たちと交錯させることにより、江戸歌舞伎における市川宗家の権威をあらためて観客に印象づけることにあった。それを具現したのが「歌舞妓狂言組十八番」の摺物だったのである。

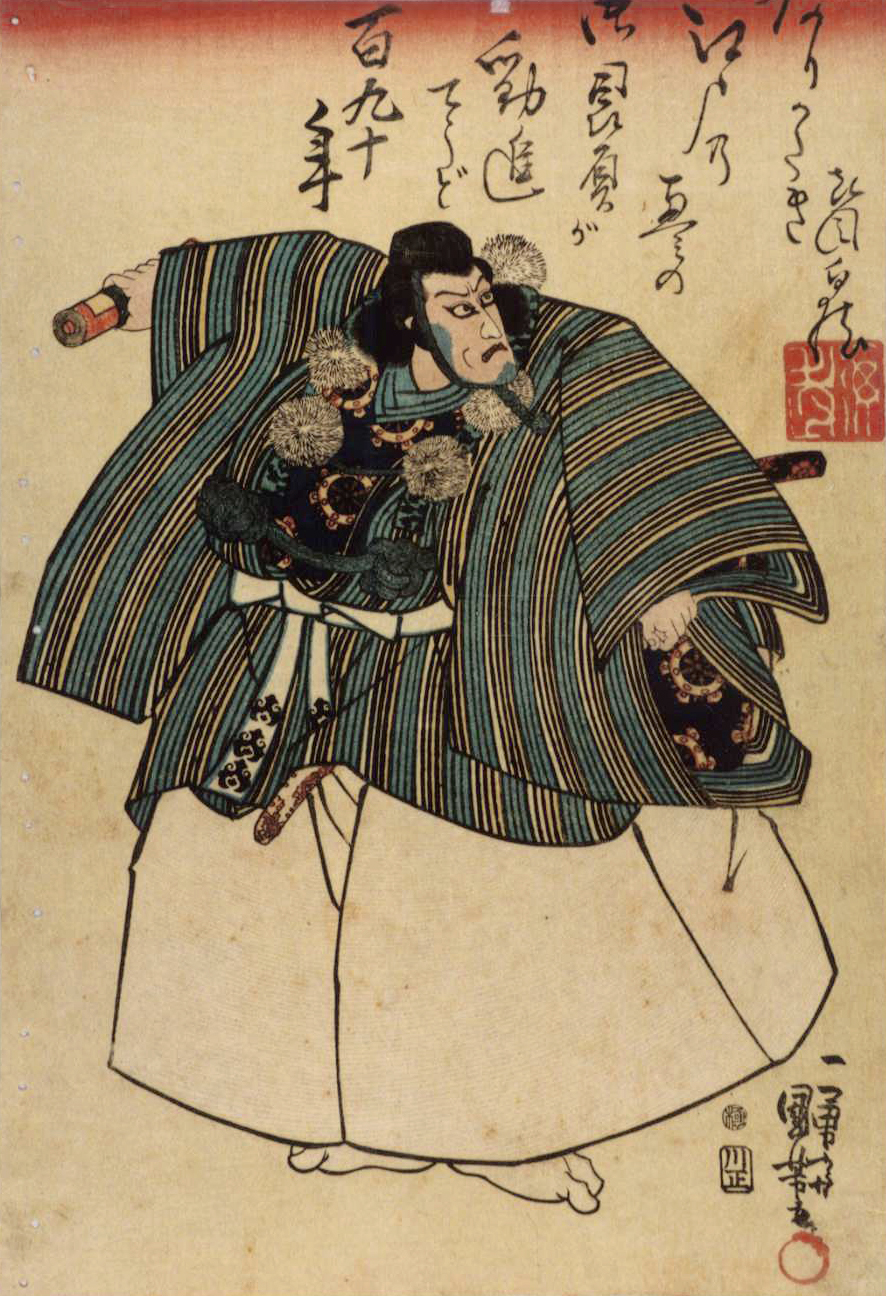
五代目海老蔵の弁慶
----
天保十一年三月江戸河原崎座「初代市川團十郎没後百九十周年追善興行」において初演された『勧進帳』より。歌川國芳 画、大判錦絵三枚続物の一つ。

この「十八番」の演目が今日知られているものに定着するのは、8年後の天保11年（1840年）3月のことである。七代目は以前から能の『安宅』を下敷きにした新しい義経弁慶流転譚の構想を温めており、この数年来は試行錯誤を繰り返しながらこの新作を創作してきたが、ちょうど初代團十郎の「没後百九十周年」にあたるこの年、ついにこの演目を初演するまでにこぎ着けた。これがいわゆる松羽目物の嚆矢となった『勧進帳』である。やがて屈指の難役として知られるようになる主役の弁慶を務めるのはやはり自分をおいて他になく、凛とした二枚目に成長した倅八代目には地のままで義経を勤めさせた。この興行でも贔屓客には8年前と同じような摺物が配られたが、今回はこれを簡略に題して「歌舞伎十八番」とした。そしてここで新たに『勧進帳』が十八番入りしたのを最後に、歌舞伎十八番の演目は固定して現在に至っている。
この七代目と、その二子の八代目・九代目の三代の團十郎は、幕末から明治にかけてこれらの演目を盛んに上演した。その際、それぞれの外題には「歌舞伎十八番のうち〜」という文句が角書きのようにして添えられたため（例：『歌舞伎十八番之内 鳴神』）、この語は広く一般にも普及することになった。
しかし歌舞伎十八番のいくつかの演目は早くから台本が散逸し、すでに七代目の時代にはその詳細はおろか、筋書きの大略までもが不明になってしまっていたものもあった。こうした演目を、口承やわずかな評伝・錦絵などをもとにして創作を加えながら復元し、次々に「復活上演」を行ったのが、幕末から明治の九代目團十郎と、その婿養子として市川宗家を継いだ大正から昭和初期の五代目市川三升だった。その功績を讃えて九代目は「劇聖」と謳われ、三升には死後「十代目市川團十郎」が追贈されている。
一方で、明治から大正にかけては市川宗家の門弟筋にあたる二代目市川左團次や二代目市川段四郎・二代目市川猿之助（後の初代猿翁）父子、七代目松本幸四郎が、また戦後は七代目幸四郎の三男で十一代目團十郎の実弟にあたる二代目尾上松緑が、それぞれいくつかの演目を復活上演している。
近年は十二代目團十郎やその息子の十三代目團十郎が歌舞伎十八番の演目復活に情熱を傾け、伝統を尊重しつつ現代の観客にも楽しめるような形で上演することを企図している。
こうした背景から、市川宗家にとって現存する歌舞伎十八番の台本は家宝に他ならなかった。代々の当主はこれを書画骨董や茶器と同じように立派な箱に入れ、納戸に入れて大切に保管していたので、市川家で「御箱」といえば「歌舞伎十八番」のことを指すようになった。今日「ある者が最も得意とする芸」のことを「おはこ」と言い、これを漢字で「十八番」と当て書きするが、その語源のひとつと考えられているのがこの歌舞伎十八番である。

## 歌舞伎十八番
歌舞伎十八番のなかで上演回数が群を抜いて多いのは『助六』、次いで『勧進帳』で、これに『暫』が続く。この三番はいずれも七代目團十郎と九代目團十郎の時代に書かれたり現行の型が整った、当時における事実上の新作といえる演目である。
このほかにもしばしば上演されるのが『矢の根』と『外郎売』、そして『毛抜』と『鳴神』である。前の二番は『助六』と同じ「曾我物」の演目、後の二番は『雷神不動北山櫻』という通し狂言の三幕目と四幕目を独立させたもので、登場人物に馴染みやすいことが度々再演される理由にあげられる。また『景清』も現在に伝わって時折上演される。
これ以外の演目は、今日ほとんど上演されることがない。『不動』、『関羽』、『象引』、『七つ面』、『解脱』、『嫐』、『蛇柳』、『鎌髭』、『不破』、『押戻』の十番は、いずれも七代目團十郎が歌舞伎十八番を撰んだ天保年間にはすでにその内容がよくわからなくなっていた。これらの演目も明治から昭和にかけて次々に復活上演されていったが、そのなかには一枚の木版役者絵の他には何の手がかりもないという演目もあり、そうしたものには新歌舞伎の作者たちが大幅な創作を加えながら、ほとんど新作と言っても差し支えないような作品に仕上げて復活上演にこぎ着けた。こうした復活上演は、その当時こそは大きな話題になったものの、いったん千穐楽の幕が引くとその評価はやはりはかばかしくなく、ほとんどがそれきりになってしまった。

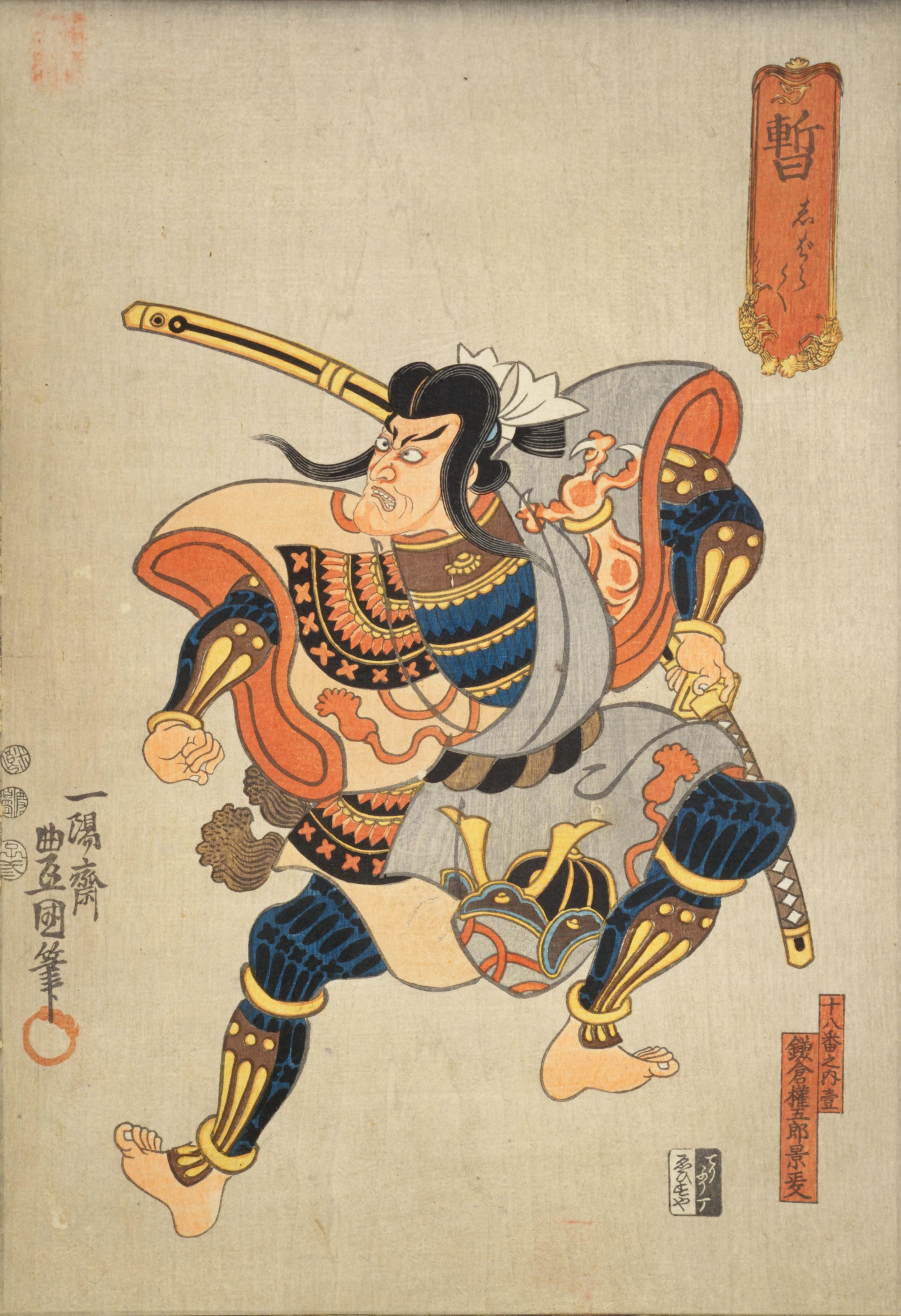
『暫』（しばらく）
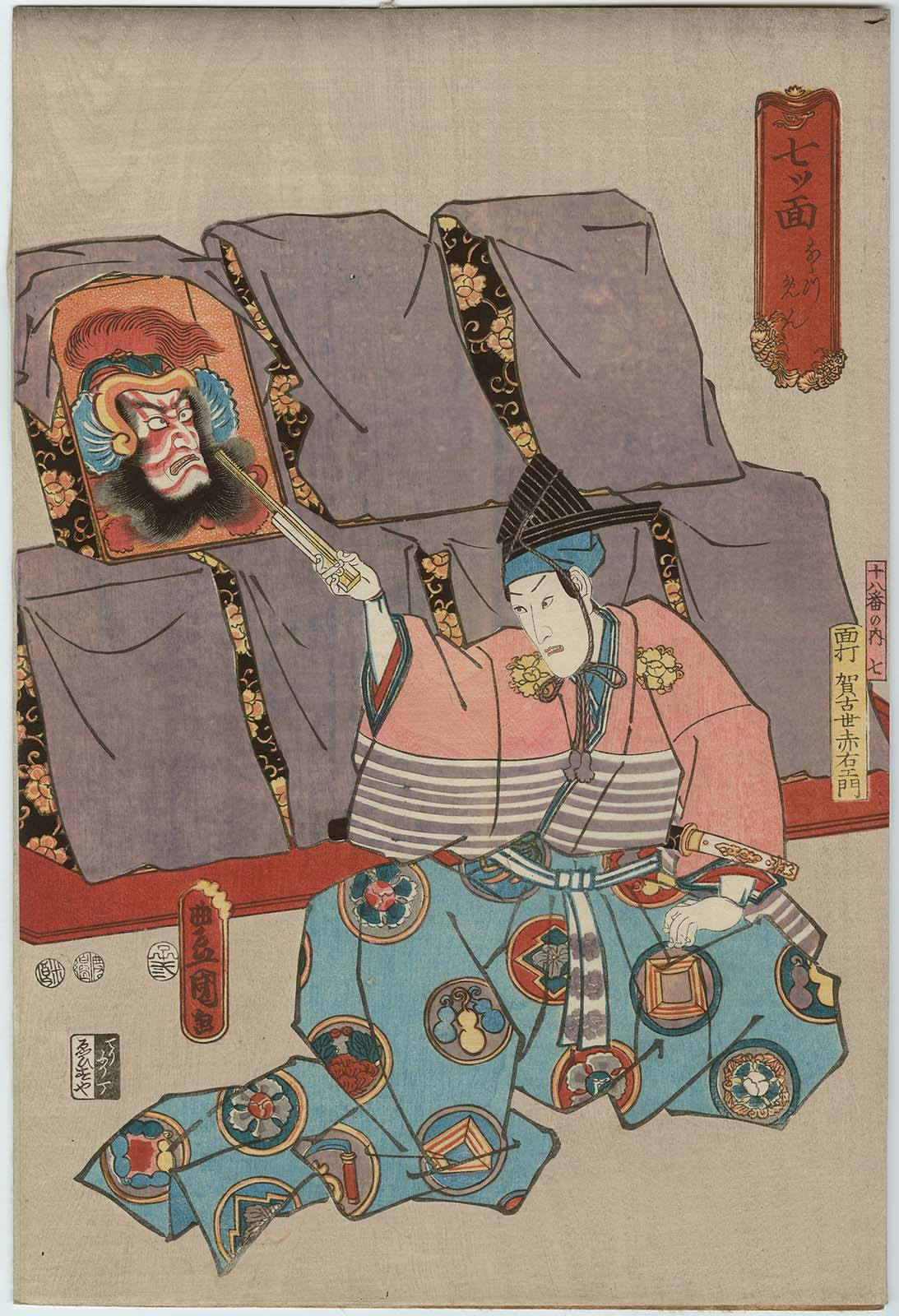
『七つ面』（ななつめん）
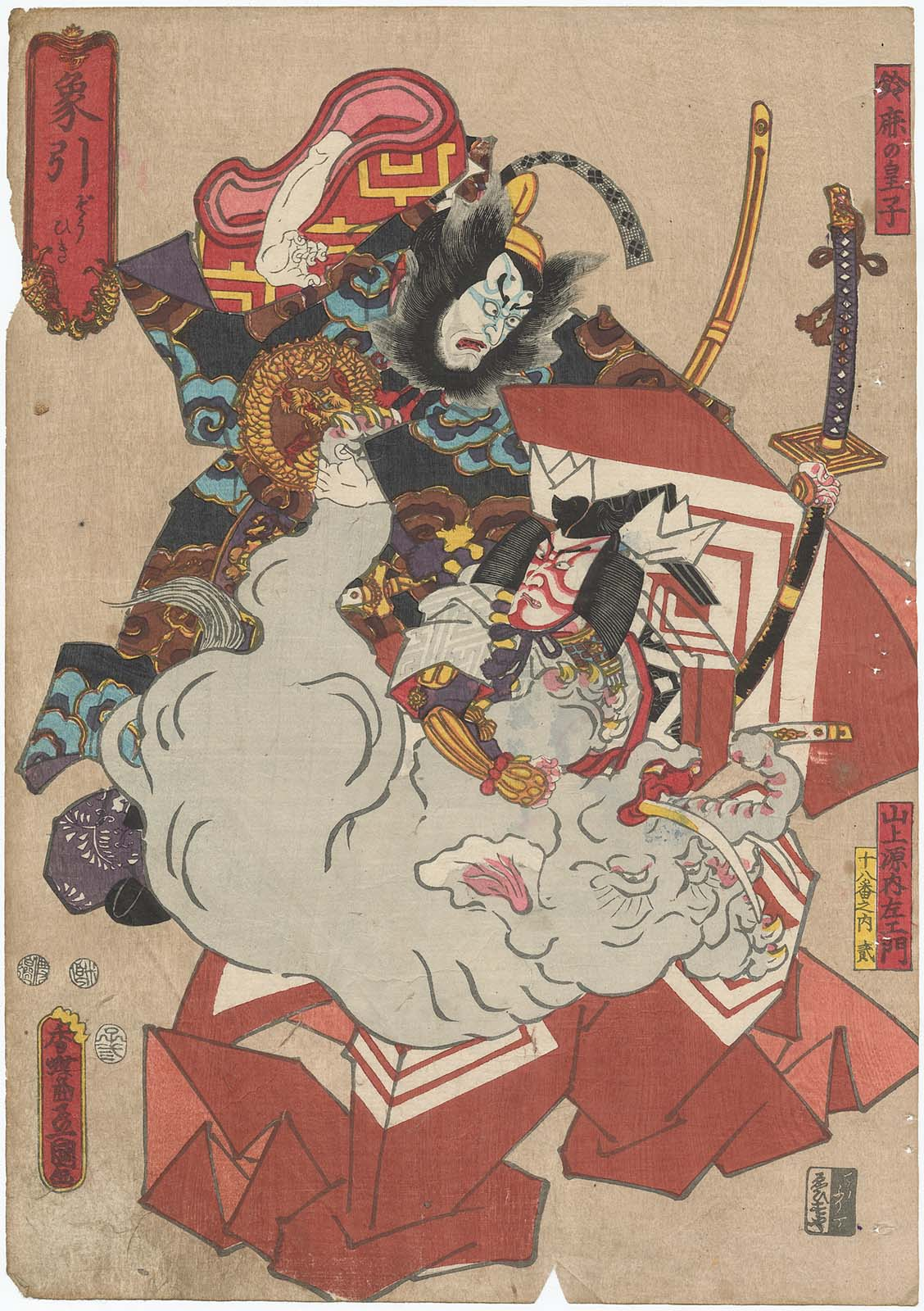
『象引』（ぞうひき）
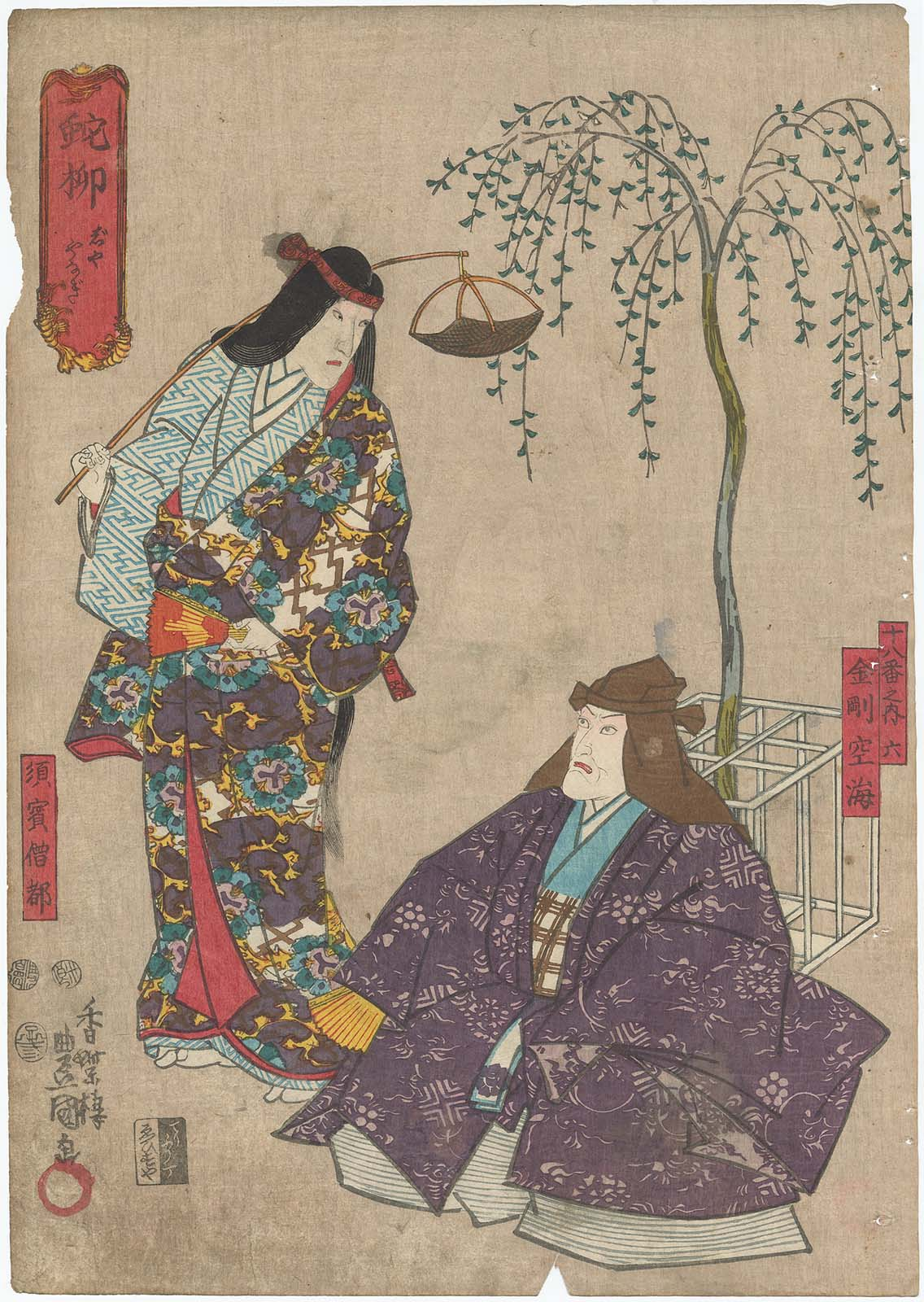
『蛇柳』（じゃやなぎ）
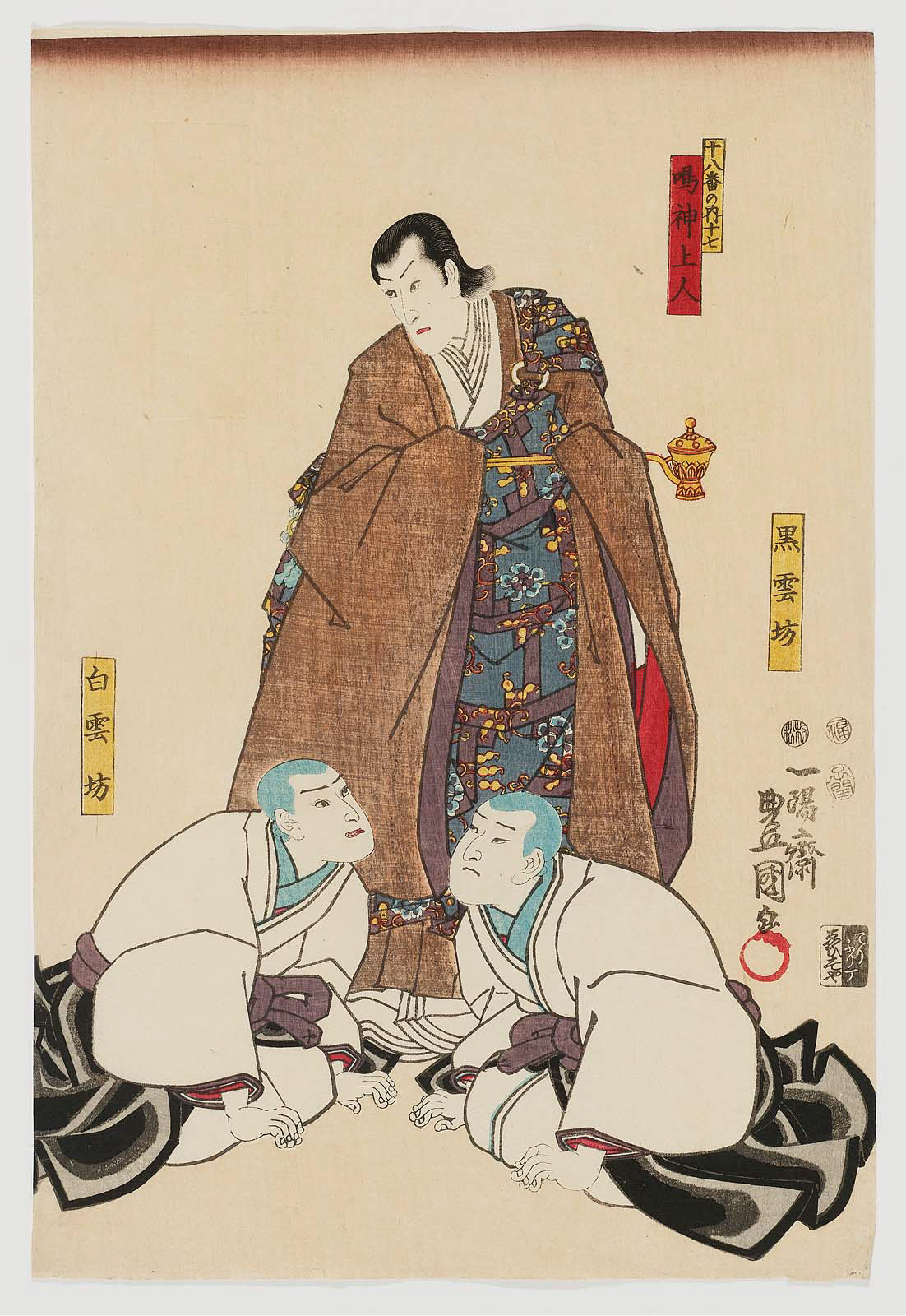
『鳴神』（なるかみ）
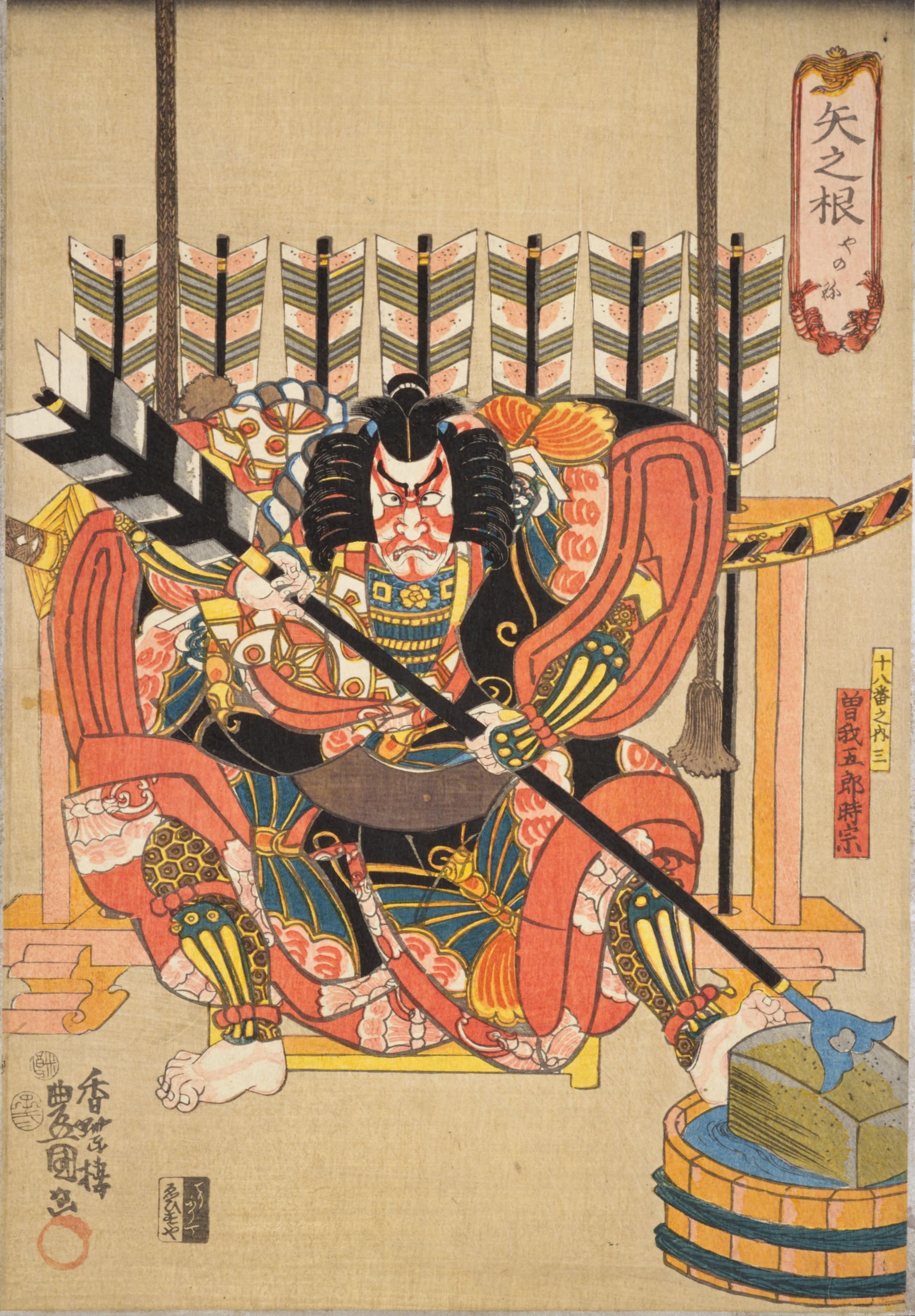
『矢の根』（やのね）
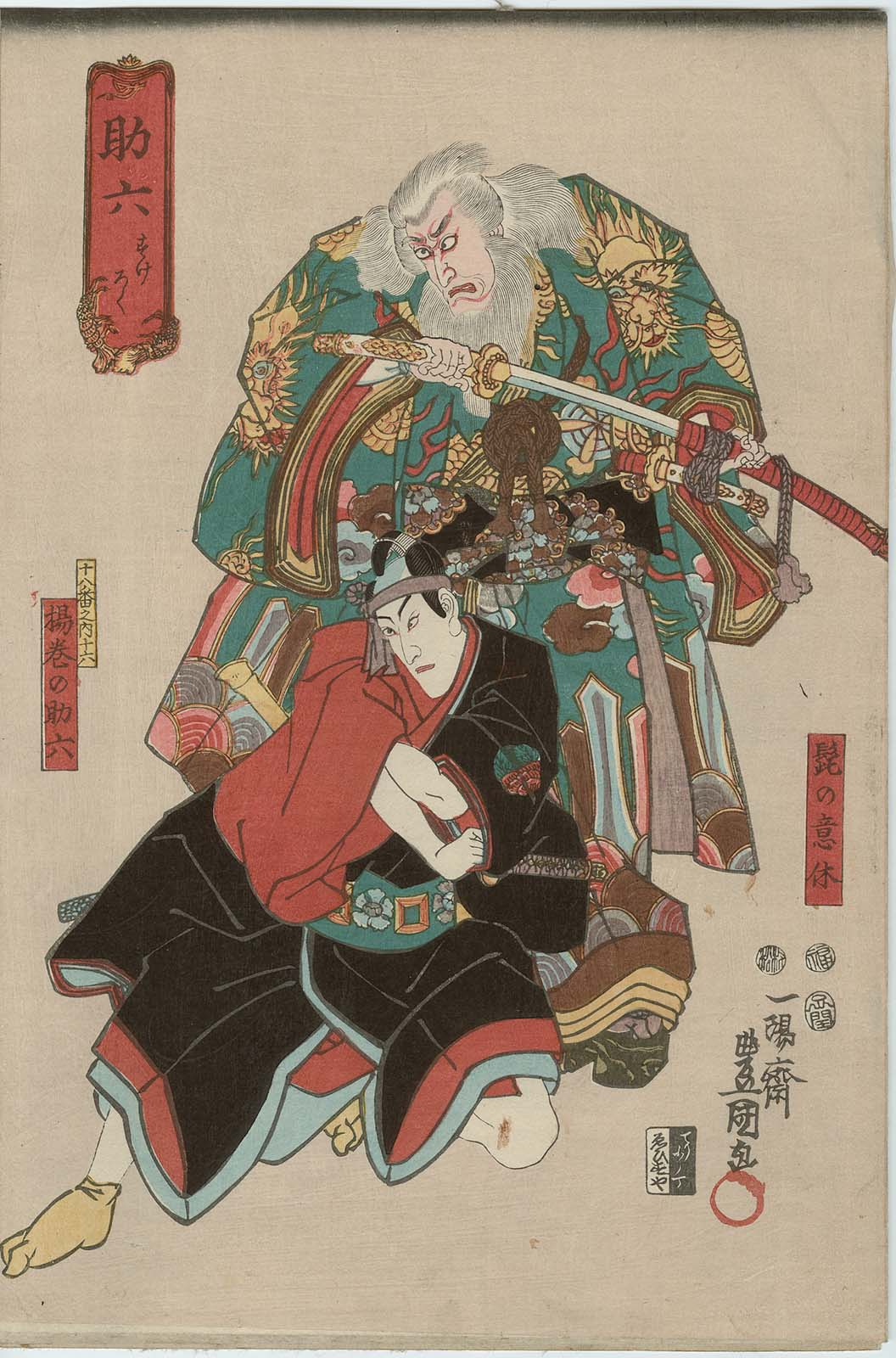
『助六』（すけろく）
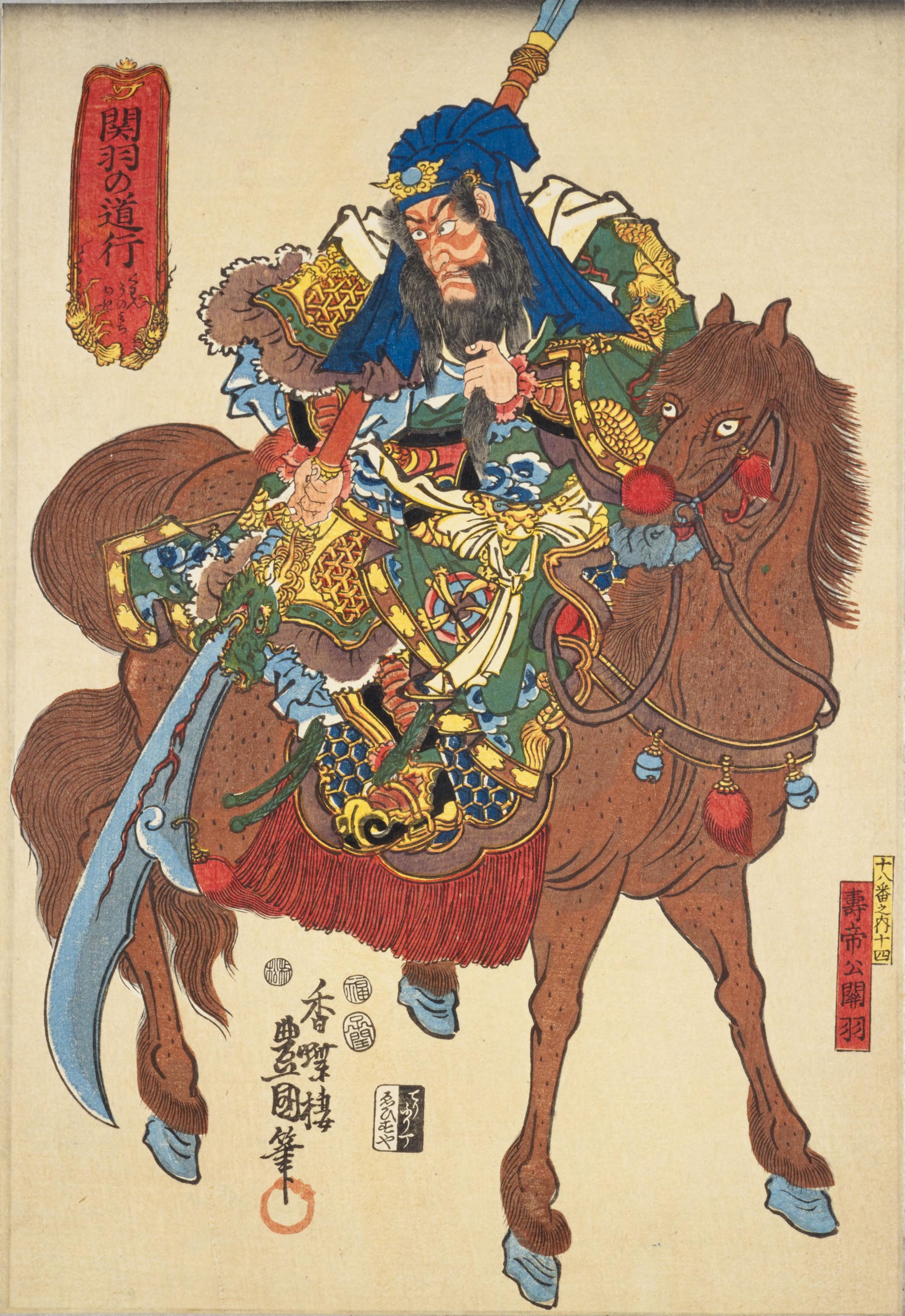
『関羽』（かんう）
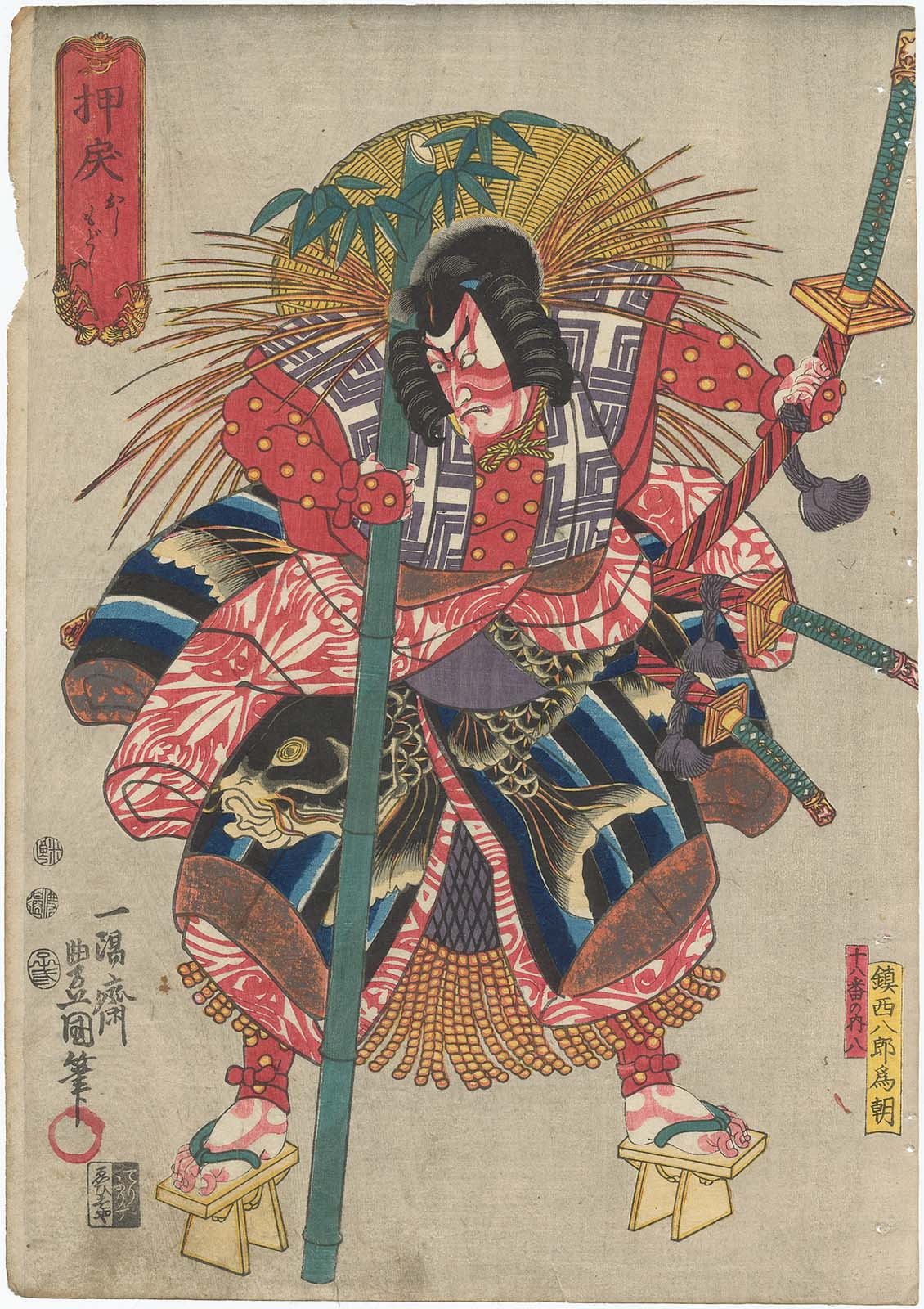
『押戻』（おしもどし）
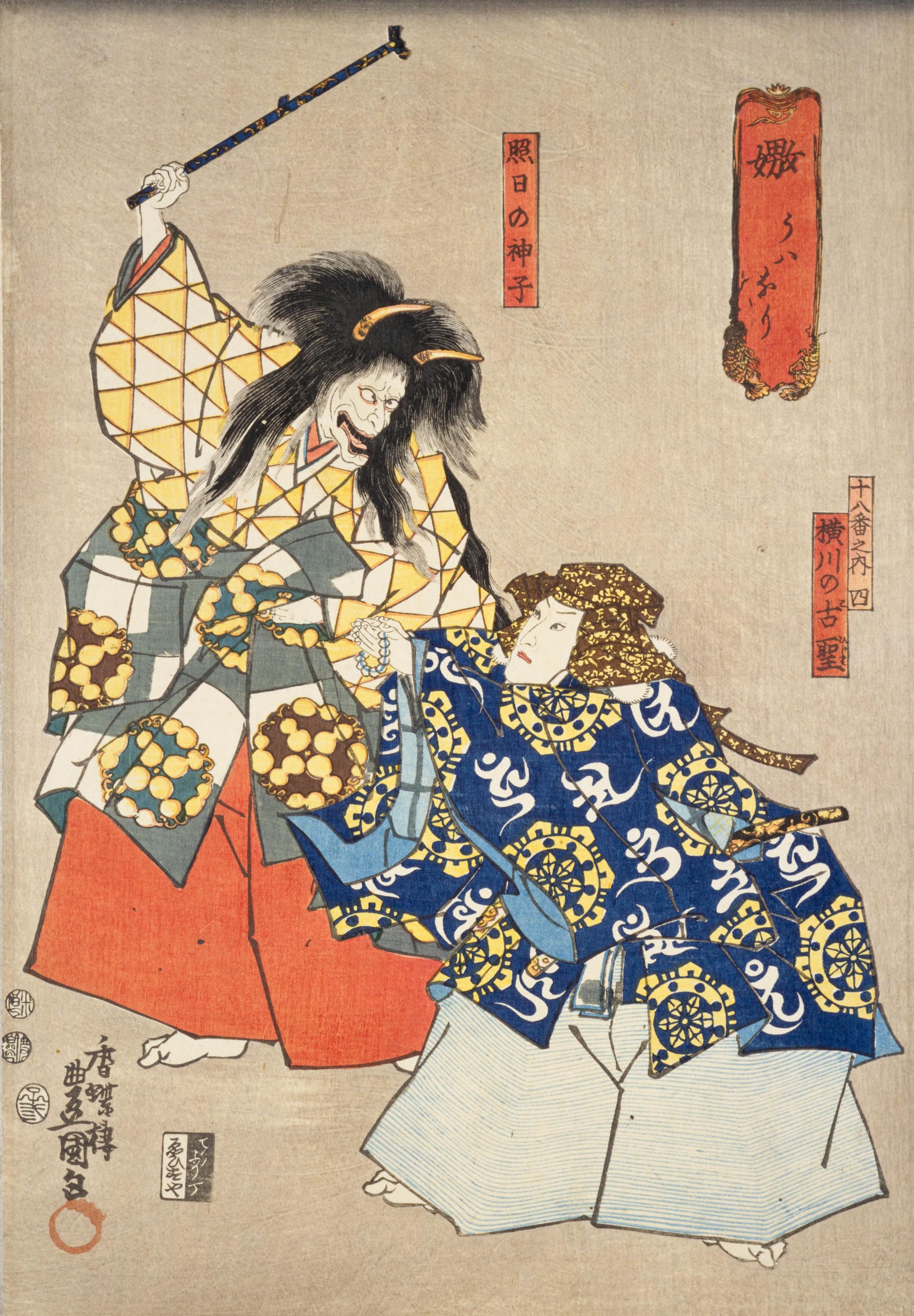
『嫐』（うわなり）
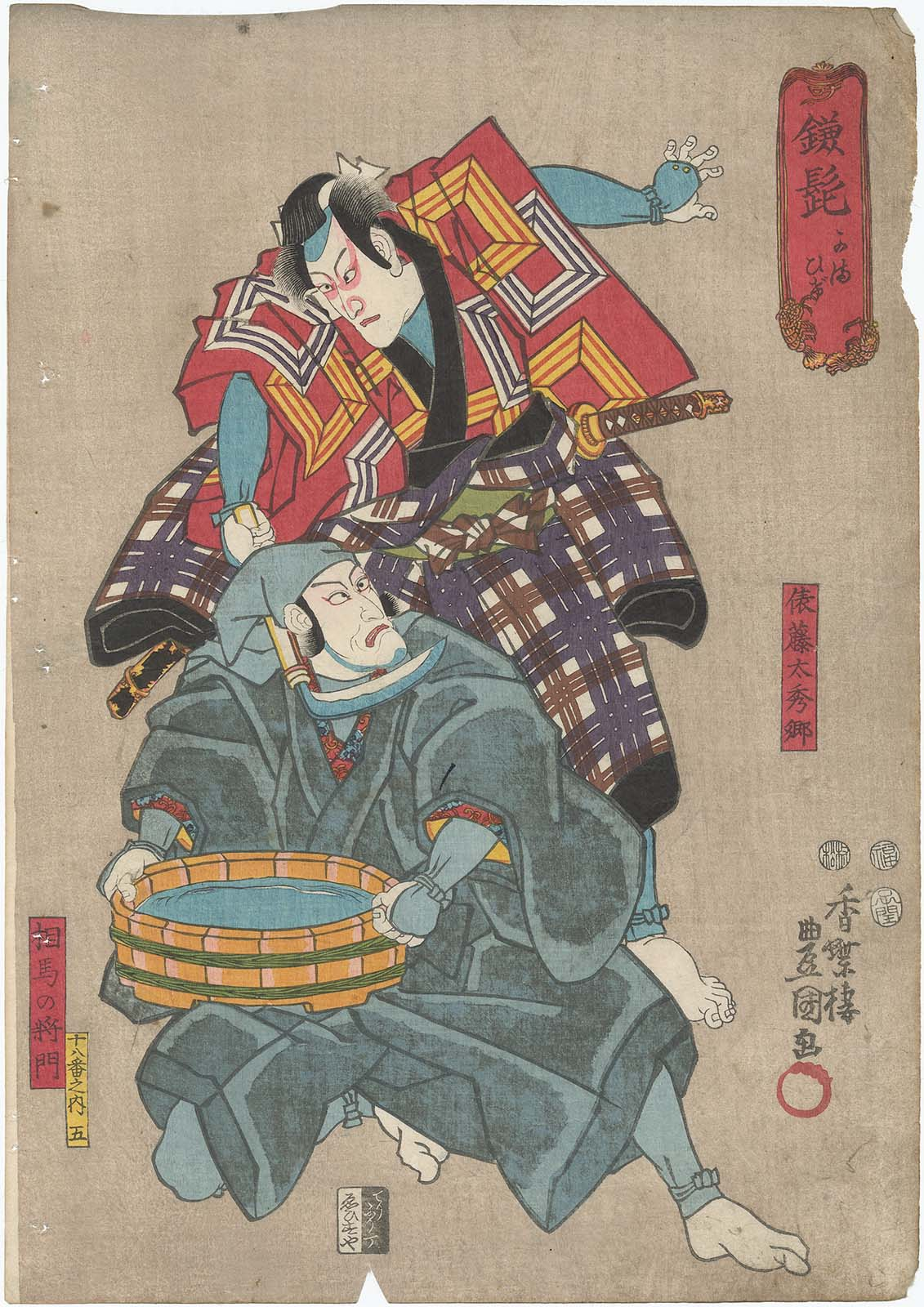
『鎌髭』（かまひげ）
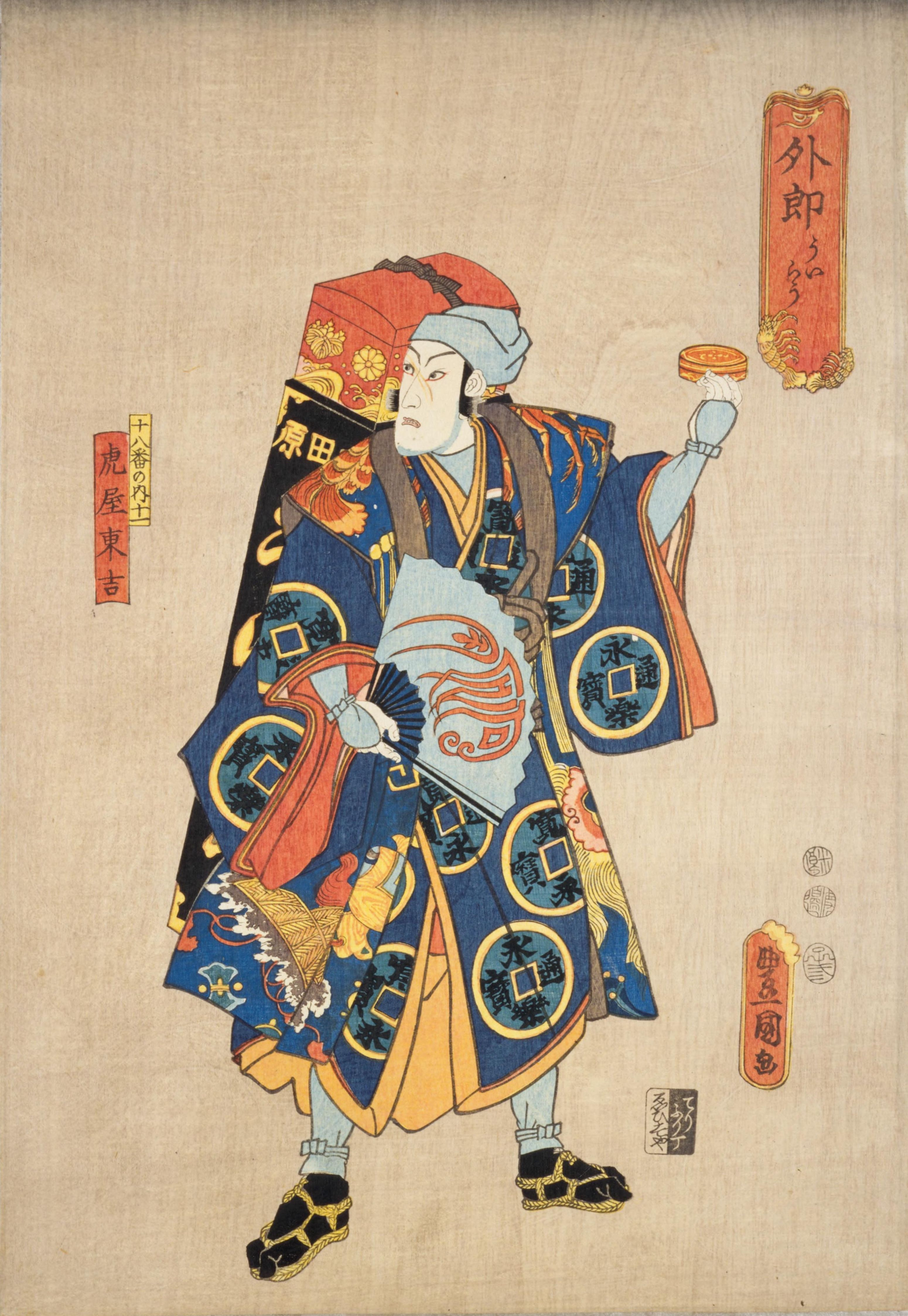
『外郎売』（ういろううり）
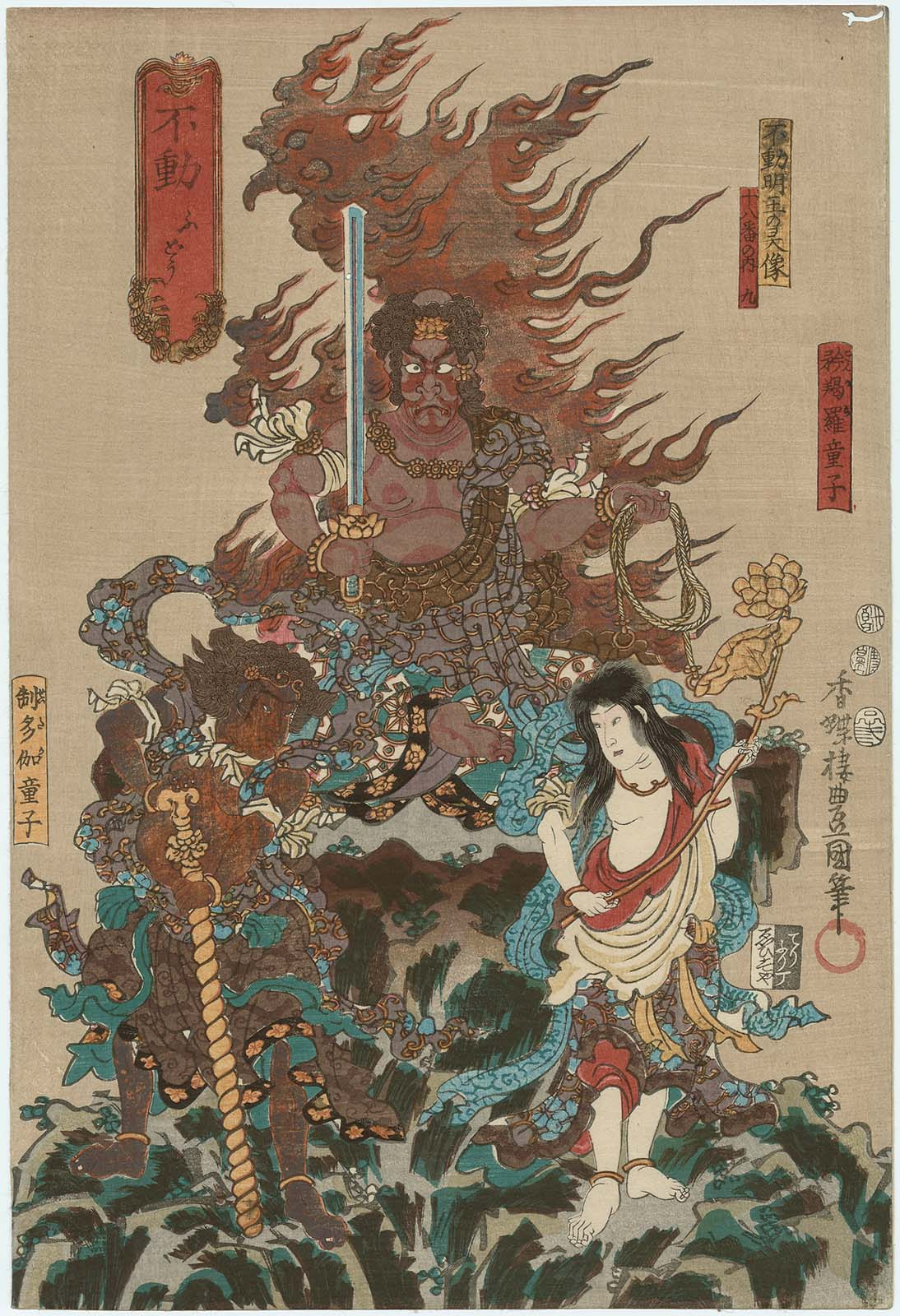
『不動』（ふどう）
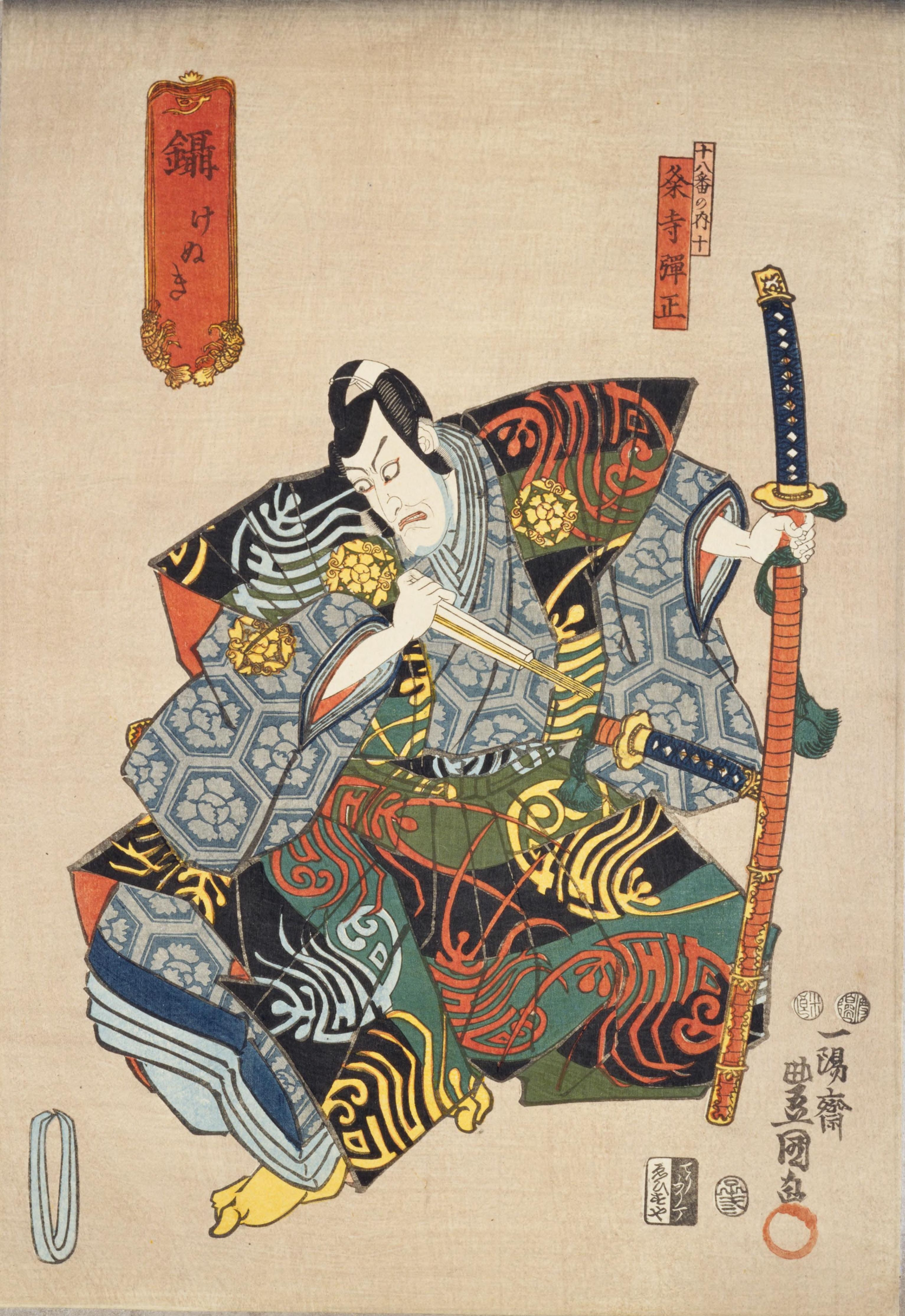
『毛抜』（けぬき）
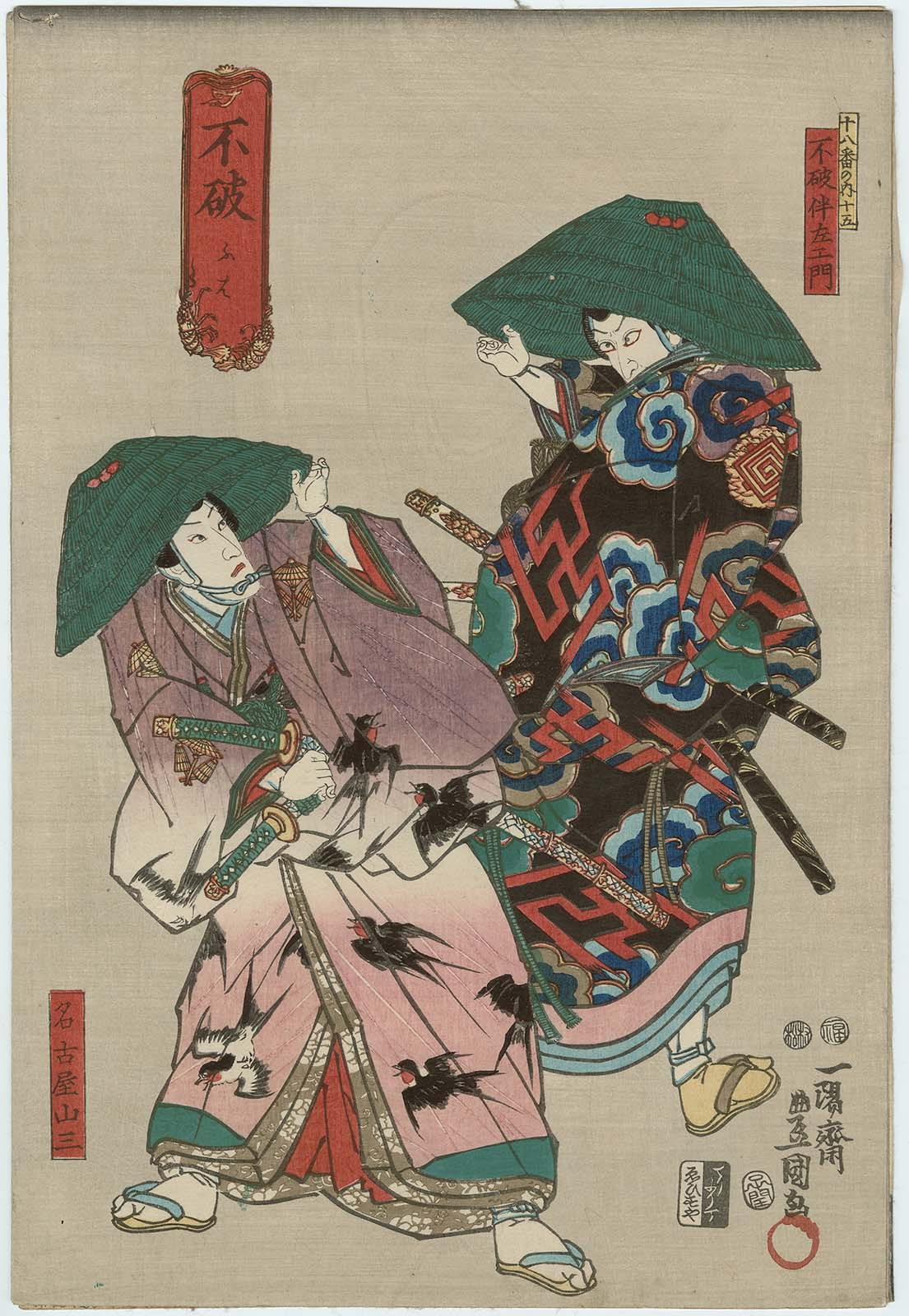
『不破』（ふわ）
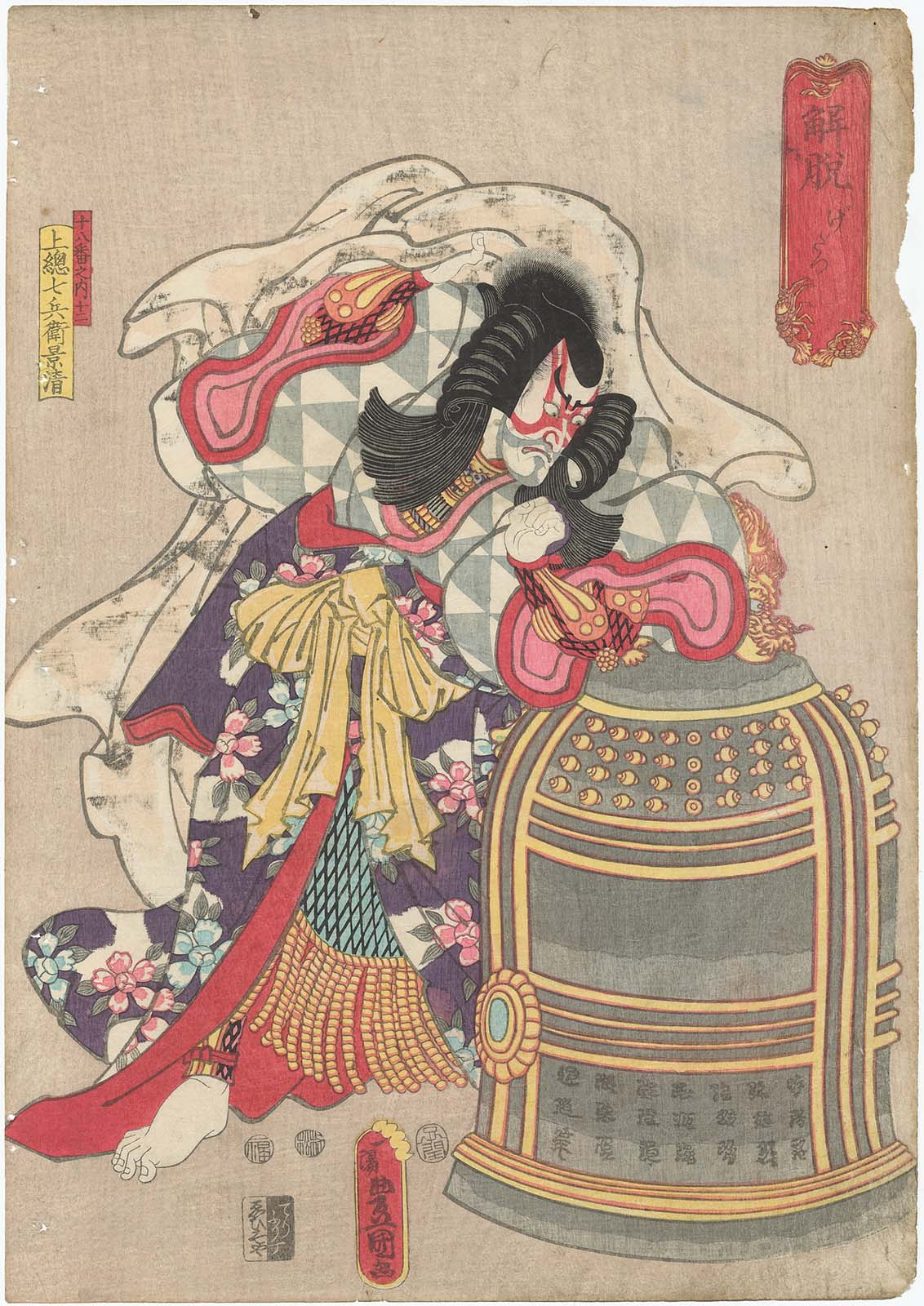
『解脱』（げだつ）
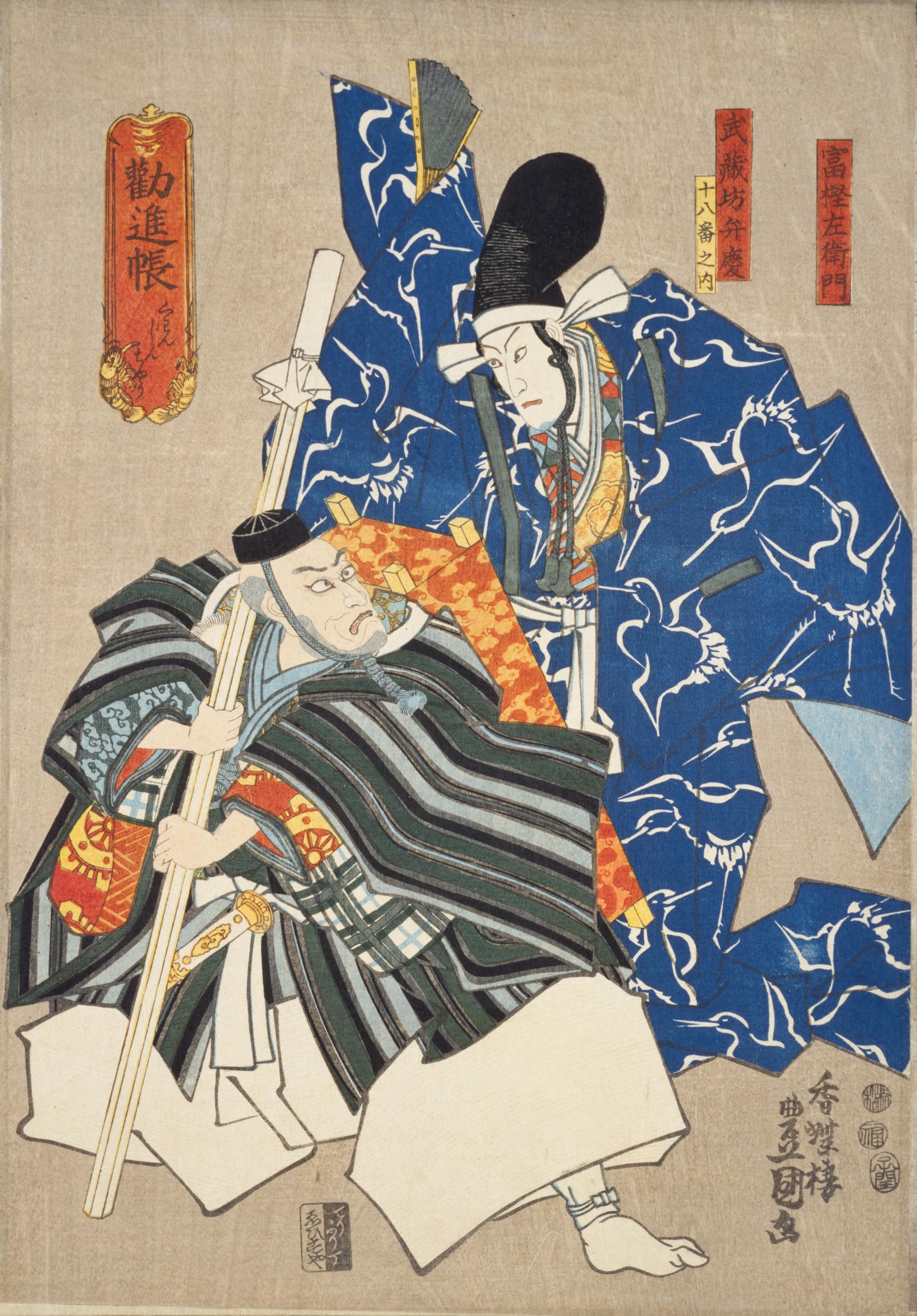
『勧進帳』（かんじんちょう）
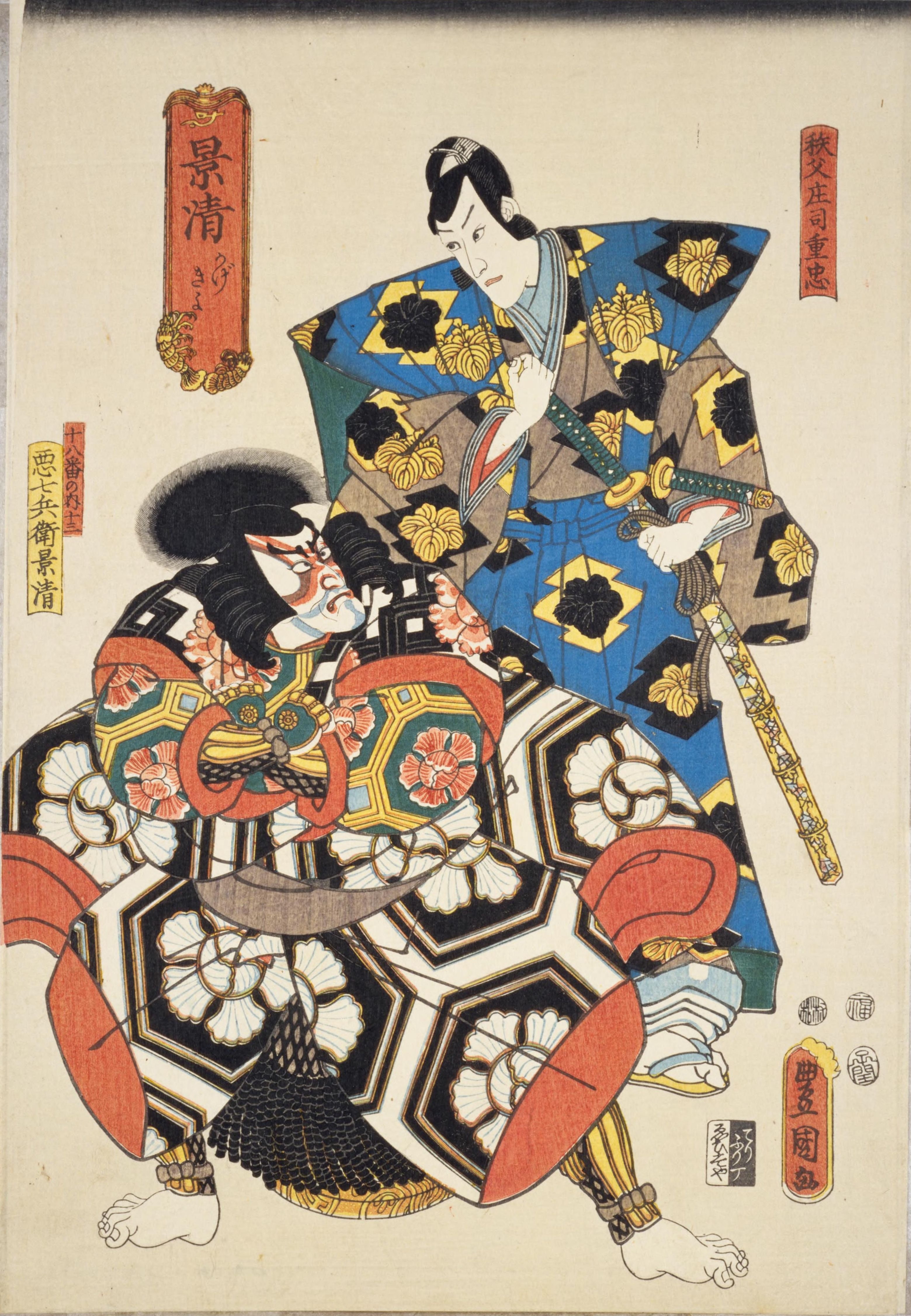
『景清』（かげきよ）